# Гласко (Канзас)
Гласко (англ. Glasco) — місто (англ. city) в США, в окрузі Клауд штату Канзас. Населення — 441 особа (2020).

## Географія
Гласко розташоване за координатами 39°21′40″ пн. ш. 97°50′13″ зх. д. / 39.36111° пн. ш. 97.83694° зх. д. (39.361016, -97.836955).  За даними Бюро перепису населення США в 2010 році місто мало площу 0,85 км², уся площа — суходіл.

## Демографія
Згідно з переписом 2010 року, у місті мешкало 498 осіб у 218 домогосподарствах у складі 143 родин. Густота населення становила 585 осіб/км².  Було 281 помешкання (330/км²).
Расовий склад населення:
| - 98,4 % — білих - 1,4 % — осіб інших рас |

До двох чи більше рас належало 0,2 %. Частка іспаномовних становила 0,8 % від усіх жителів.
За віковим діапазоном населення розподілялося таким чином: 19,7 % — особи молодші 18 років, 51,0 % — особи у віці 18—64 років, 29,3 % — особи у віці 65 років та старші. Медіана віку мешканця становила 51,3 року. На 100 осіб жіночої статі у місті припадало 93,0 чоловіків;  на 100 жінок у віці від 18 років та старших — 97,0 чоловіків також старших 18 років.
Середній дохід на одне домашнє господарство  становив 41 099 доларів США (медіана — 34 167), а середній дохід на одну сім'ю — 48 036 доларів (медіана — 46 607). За межею бідності перебувало 16,6 % осіб, у тому числі 13,0 % дітей у віці до 18 років та 24,6 % осіб у віці 65 років та старших.
Цивільне працевлаштоване населення становило 175 осіб. Основні галузі зайнятості: освіта, охорона здоров'я та соціальна допомога — 38,9 %, виробництво — 27,4 %, сільське господарство, лісництво, риболовля — 9,1 %, транспорт — 8,6 %.